# Kommandobunker Börfink
Der Kommandobunker Börfink, genannt Bunker Erwin, ist eine ehemals geheime unterirdische Führungsanlage der NATO in der Nähe von Börfink bei Birkenfeld im Hunsrück (Rheinland-Pfalz) am Hügel Ruppelstein im Schwarzwälder Hochwald, von dem aus die Luftraumüberwachung Mitteleuropas im Kalten Krieg gesteuert wurde. Dafür wurden verschiedene militärische Anlagen in dem Gelände betrieben.
Auf dem Ruppelstein befindet sich eine noch genutzte militärische Fernmeldeanlage der Bundeswehr in einem Militärischen Sicherheitsbereich. Die oberirdischen ehemals militärisch genutzten Gebäude auf dem Gelände bei Börfink werden inzwischen von Mitarbeitern des Nationalpark Hunsrück-Hochwald genutzt, während im Bunker bei Börfink entsprechend Medienberichten von einem privaten Unternehmen ein Rechenzentrum betrieben wird.
Einige der ehemaligen Anlagen zur Luftraumüberwachung auf dem Erbeskopf werden durch die Bundeswehr weiterhin betrieben. Die 2. Luftwaffendivision in der Heinrich-Hertz-Kaserne in Birkenfeld war jedoch im Jahr 2013 aufgelöst worden. An Fernmeldeobjekten befindet sich u. a. noch auf dem Kahlheid der Fernmeldeturm Kahlheid. Auf dem Sandkopf bei der Ortschaft Züsch befand sich bis zum Verkauf 2012 eine Fernmeldeeinrichtung mit Fernmeldeturm der 86. Einheit der United States Air Force, die auf der Ramstein Air Base stationiert war. Die oberirdischen Gebäude der US Air Force auf dem Sandkopf wurden beseitigt. Der Fernmeldeturm trägt nur noch wenige Fernmeldeanlagen und ist bei der Bundesnetzagentur registriert.

## Geschichte
Der Bau der Anlage begann am 1. April 1960 und dauerte circa drei Jahre. 1963 wurde der Bunker zunächst für ein Jahr in Probebetrieb genommen. Am 1. Juni 1964 erfolgte schließlich die Inbetriebnahme der Anlage durch die deutsche und US-amerikanische Luftwaffe. Der Bunker wurde ursprünglich für 250 Soldaten konzipiert, war aber während des allgemeinen Dienstes mit über 300 Soldaten und bei Übungen mit bis zu 750 Soldaten besetzt und wurde deshalb auch mehrfach umgebaut. 1973 wurde die Anlage dann durch die Mitbenutzung durch die NATO zum NATO-Kommandobunker. Ab 1975 folgte eine zweijährige Umbauphase, in der der Betrieb eingestellt wurde. 1977 wurde die Anlage als Primary War Headquarters Allied Forces Central Region wieder in Betrieb genommen. Auf dem Gelände befanden sich dann bis 1994 das gemeinsame Kriegshauptquartier AFCENT/AIRCENT, die Radarführungsabteilung 21, eine nationale satellitengestützte Feindnachrichtenzentrale der US-Streitkräfte und eine Außenstelle des Amtes für Nachrichtenwesen der Bundeswehr. 1990 bis 1994 wurde ein neuer Energiebunker gebaut, der allerdings nie in Betrieb genommen wurde. Mit dem Ende des Kalten Krieges wurde der Bunker „Erwin“ militärisch überflüssig. 1994 wurde die Anlage an das Stabsbataillon Birkenfeld und 1996 an das Heeresführungskommando in Koblenz übergeben. 2002 wurde der Bunker dann endgültig stillgelegt und der Standortverwaltung in Idar-Oberstein zum Zwecke der Veräußerung übergeben und 2011 an ein schwäbisches IT-Dienstleistungsunternehmen verkauft.